# Ol·li
L'ol·li és el truc bàsic del skateboard, d'ell deriven gairebé tots els altres, és la mare de la gran majoria dels trucs moderns. Consisteix a saltar amb la taula sense prendre-la amb les mans. Per realitzar-ho se segueixen els següents passos:
- Es col·loca un peu darrere dels primers 4 cargols de la taula i l'altre en la punta posterior o tail.
- Es pren impuls per saltar, se li dona un cop sec al tail (Al cop sec també se li crida ¨pop¨) i s'aixeca el peu amb què piques el tail (dónes un salt) i llisca el peu davanter que estava enmig de la taula als cargols davanters (raspant perquè quedi igualada la taula i no caure amb la part de davant abans que amb la de darrere), alhora que saltes per elevar la taula.
- Estant en l'aire, es pugen els peus, flexionant els genolls si es vol una altura major.
- S'aterra en el sòl amb els genolls flexionats per esmorteir la caiguda, tractant que la taula caigui horitzontalment i absorbint l'impacte.
- Per guanyar confiança pot subjectar-se d'un baranda per mantenir l'equilibri. Però en raspar s'ha de fer per la meitat de la taula col·locant el peu darrere dels cargols davanters.
- Utilitzi aquests passos de referència però es pot col·locar on s'acomodi però usant de referència les instruccions.

## Història

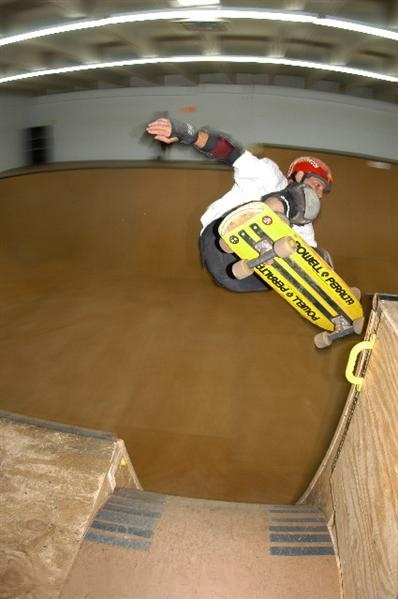
Ollie d'Alan Gelfand fent un salt aeri en una rampa

El 1978, Alan Gelfand, va aprendre a realitzar salts aeris en piscines(buides per patinar) usant un suau aixecament del nose de la taula i el moviment per mantenir la taula amb els peus. Al 1982, mentre competia en el concurs Rusty Harris de Whittier, Califòrnia, Rodney Mullen va realitzar un ollie sobre un terreny pla, que s'havia adaptat de la versió vertical de Gelfand combinant els moviments d'alguns dels seus trucs existents. Mullen va fer un moviment copejant la cua del tauler a terra per aixecar el nose, i utilitzant el peu davanter per alinear la taula i estabilitzar-la a l'aire. Mentre que Mullen no estava impressionat inicialment amb el seu ollie terra pla, i no el va nomenar formalment, es va adonar que va obrir un gran ventall sobre el qual sorgirien molts trucs.